# Победници светског купа у биатлону
Победници Светског купа у биатлону је преглед свих победника до данас, Светског купа у биатлону у мушкој и женској конкуренцији, како у укупном пласману, тако и у појединачним дисциплинама. У табелама су приказани и другопласирани и трећепласирани и обухвата укупно 57 poбедника (Стање после сезоне 2016/17.) Светског купа, од увођења овог такмичења 1979. године у мушкој и 1983. (1987) госине у женској конкуренцији. Такође су наведени резултати у такмичењу штафета и Купа нација.
Такмичења у Светском купу у биатлону почела су 1978. године. Највише победа до 2017, имају норвешки биатлонац Оле Ејнар Бјерндален, Француз Мартен Фуркад који су победили у по 6 сезона. Четири пута победили су Француз Рафаел Поаре и Немац Франк Улрих. Први победник Купа био је Франк Улрих. Рекордер у броју освојених бодова је Мартен Фуркад, који је у сезони 2016/17. освојио укупно 1.322 бода. Највише освојених пехара у појединачним категоријама укупно по  19 освојили су  је Оле Ејнар Бјерндален, Мартен Фуркад (шест пута узастопно 2012—2017). Мартен Фуркад и Рафаел Поаре су једини биалонци, који су исте године освојили Куп и све пехаре у појединачним дисциплинама. Фуркад 3 пута (2012/13, 2015/16. и 2016/17) а Поаре једном (2003/04). 

## Победници Светског купа

### Појединачно
| Сезона   | Укупно               | Појединачно                       | Спринт               | Потера               | Масовни старт                     |
| -------- | -------------------- | --------------------------------- | -------------------- | -------------------- | --------------------------------- |
| 1977/78. | Франк Улрих          | –                                 | –                    | –                    | –                                 |
| 1979/79. | Клаус Зиберт         | –                                 | –                    | –                    | –                                 |
| 1979/80. | Франк Улрих          | –                                 | –                    | –                    | –                                 |
| 1980/81. | Франк Улрих          | –                                 | –                    | –                    | –                                 |
| 1981/82. | Франк Улрих          | –                                 | –                    | –                    | –                                 |
| 1982/83. | Петер Ангерер        | –                                 | –                    | –                    | –                                 |
| 1983/84. | Франк-Петер Реч      | –                                 | –                    | –                    | –                                 |
| 1984/85. | Франк-Петер Реч      | –                                 | –                    | –                    | –                                 |
| 1985/86. | Андре Земиш          | –                                 | –                    | –                    | –                                 |
| 1986/87. | Франк-Петер Реч      | –                                 | –                    | –                    | –                                 |
| 1987/88. | Фриц Фишер           | –                                 | –                    | –                    | –                                 |
| 1988/89. | Ејрик Квалфос        | –                                 | –                    | –                    | –                                 |
| 1989/90. | Сергеј Чепиков       | –                                 | –                    | –                    | –                                 |
| 1990/91. | Сергеј Чепиков       | –                                 | –                    | –                    | –                                 |
| 1991/92. | Јон Оге Тилдум       | –                                 | –                    | –                    | –                                 |
| 1992/93. | Микел Лефгрен        | –                                 | –                    | –                    | –                                 |
| 1993/94. | Патрис Бели-Сален    | –                                 | –                    | –                    | –                                 |
| 1994/95. | Јон Оге Тилдум       | –                                 | –                    | –                    | –                                 |
| 1995/96. | Владимир Драчов      | –                                 | –                    | –                    | –                                 |
| 1996/97. | Свен Фишер           | Рико Грос                         | Оле Ејнар Бјерндален | Виктор Мајгуров      | –                                 |
| 1997/98. | Оле Ејнар Бјерндален | Халвард Ханенолд                  | Оле Ејнар Бјерндален | Свен Фишер           | –                                 |
| 1998/99. | Свен Фишер           | Павел Ростовцев                   | Свен Фишер           | Рафаел Поаре         | Свен Фишер                        |
| 1999/00  | Рафаел Поаре         | Франк Лук                         | Оле Ејнар Бјерндален | Оле Ејнар Бјерндален | Рафаел Поаре                      |
| 2000/01. | Рафаел Поаре         | Сергеј Рошков                     | Оле Ејнар Бјерндален | Рафаел Поаре         | Свен Фишер                        |
| 2001/02. | Рафаел Поаре         | Франк Лук                         | Свен Фишер           | Рафаел Поаре         | Виктор Мајгуров                   |
| 2002/03. | Оле Ејнар Бјерндален | Халвард Ханенолд                  | Оле Ејнар Бјерндален | Оле Ејнар Бјерндален | Оле Ејнар Бјерндален              |
| 2003/04. | Рафаел Поаре         | Рафаел Поаре                      | Рафаел Поаре         | Рафаел Поаре         | Рафаел Поаре                      |
| 2004/05. | Оле Ејнар Бјерндален | Оле Ејнар Бјерндален Михаел Грајс | Оле Ејнар Бјерндален | Свен Фишер           | Рафаел Поаре Оле Ејнар Бјерндален |
| 2005/06. | Оле Ејнар Бјерндален | Михаел Грајс                      | Томаш Сикора         | Оле Ејнар Бјерндален | Оле Ејнар Бјерндален              |
| 2006/07. | Михаел Грајс         | Рафаел Поаре                      | Михаел Грајс         | Дмитриј Јарошенко    | Оле Ејнар Бјерндален              |
| 2007/08. | Оле Ејнар Бјерндален | Венсан Defrasne                   | Оле Ејнар Бјерндален | Оле Ејнар Бјерндален | Оле Ејнар Бјерндален              |
| 2008/09. | Оле Ејнар Бјерндален | Михаел Грајс                      | Оле Ејнар Бјерндален | Оле Ејнар Бјерндален | Доминик Ладертингер               |
| 2009/10. | Емил Хелге Свендсен  | Кристоф Суман                     | Емил Хелге Свендсен  | Мартен Фуркад        | Јевгениј Устругов                 |
| 2010/11. | Тарјеј Бе            | Емил Хелге Свендсен               | Тарјеј Бе            | Тарјеј Бе            | Емил Хелге Свендсен               |
| 2011/12. | Мартен Фуркад        | Симон Фуркад                      | Мартен Фуркад        | Мартен Фуркад        | Андреас Бирнбахер                 |
| 2012/13. | Мартен Фуркад        | Мартен Фуркад                     | Мартен Фуркад        | Мартен Фуркад        | Мартен Фуркад                     |
| 2013/14. | Мартен Фуркад        | Емил Хелге Свендсен               | Мартен Фуркад        | Мартен Фуркад        | Мартен Фуркад                     |
| 2014/15. | Мартен Фуркад        | Сергиј Семенов                    | Мартен Фуркад        | Мартен Фуркад        | Антон Шипулин                     |
| 2015/16. | Мартен Фуркад        | Мартен Фуркад                     | Мартен Фуркад        | Мартен Фуркад        | Мартен Фуркад                     |
| 2016/17. | Мартен Фуркад        | Мартен Фуркад                     | Мартен Фуркад        | Мартен Фуркад        | Мартен Фуркад                     |

### Куп нација и штафетa
| Сезона   | Куп нација | Штафета            |
| -------- | ---------- | ------------------ |
| 1996/97. | –          | Немачка            |
| 1997/98. | Норвешка   | Норвешка · Немачка |
| 1998/99. | Немачка    | Немачка            |
| 1999/00. | Немачка    | Норвешка           |
| 2000/01. | Норвешка   | Норвешка           |
| 2001/02. | Немачка    | Норвешка           |
| 2002/03. | Норвешка   | Белорусија         |
| 2003/04. | Норвешка   | Норвешка           |
| 2004/05. | Норвешка   | Норвешка           |
| 2005/06. | Немачка    | Русија             |
| 2006/07. | Русија     | Русија             |
| 2007/08. | Норвешка   | Норвешка           |
| 2008/09. | Норвешка   | Аустрија           |
| 2009/10. | Норвешка   | Норвешка           |
| 2010/11. | Норвешка   | Норвешка           |
| 2011/12. | Русија     | Француска          |
| 2012/13. | Русија     | Русија             |
| 2013/14. | Норвешка   | Немачка            |
| 2014/15. | Норвешка   | Русија             |
| 2015/16. | Норвешка   | Норвешка           |
| 2016/17. | Немачка    | Русија             |

### Појединачне дисциплине

#### Укупно
| Сезона   | Победник             | Други                | Трећи                |
| -------- | -------------------- | -------------------- | -------------------- |
| 1977/78. | Франк Улрих          | Клаус Зиберт         | Еберхард Рош         |
| 1978/79. | Клаус Зиберт         | Франк Улрих          | Владимир Баршанов    |
| 1979/80. | Франк Улрих          | Клаус Зиберт         | Еберхард Рош         |
| 1980/81. | Франк Улрих          | Кјел Себак           | Анатолиј Аљабјев     |
| 1981/82. | Франк Улрих          | Матијас Јакоб        | Кјел Себак}          |
| 1982/83. | Петер Ангерер        | Ејрик Квалфос        | Франк Улрих          |
| 1983/84. | Франк-Петер Реч      | Петер Ангерер        | Ејрик Квалфос        |
| 1984/85. | Франк-Петер Реч      | Јуриј Кашкаров       | Ејрик Квалфос        |
| 1985/86. | Андре Земиш          | Петер Ангерер        | Матијас Јакоб        |
| 1986/87. | Франк-Петер Реч      | Фриц Фишер           | Јан Матауш           |
| 1987/88. | Фриц Фишер           | Ејрик Квалфос        | Јоан Паслер          |
| 1988/89. | Ејрик Квалфос        | Владимировић Попов   | Сергеј Чепиков       |
| 1989/90. | Сергеј Чепиков}      | Ејрик Квалфос        | Валериј Медведев     |
| 1990/91. | Сергеј Чепиков       | Марк Киршнер         | Андреас Цингерле     |
| 1991/92. | Јон Оге Тилдум       | Микел Лефгрен        | Силфест Глимсдал     |
| 1992/93. | Микел Лефгрен        | Марк Киршнер         | Пјералберто Карара   |
| 1994/94. | Патрис Бели-Сален    | Свен Фишер           | Франк Лук            |
| 1994/95. | Јон Оге Тилдум       | Патрик Фавре         | Вилфред Палхубер     |
| 1995/96. | Владимир Драчов 1    | Виктор Мајгуров      | Свен Фишер           |
| 1996/97. | Свен Фишер           | Оле Ејнар Бјерндален | Виктор Мајгуров      |
| 1997/98. | Оле Ејнар Бјерндален | Рико Грос            | Свен Фишер           |
| 1998/99. | Свен Фишер           | Оле Ејнар Бјерндален | Франк Лук            |
| 1999/00. | Рафаел Поаре         | Оле Ејнар Бјерндален | Свен Фишер           |
| 2000/01. | Рафаел Поаре         | Оле Ејнар Бјерндален | Фроде Андерсен       |
| 2001/02. | Рафаел Поаре         | Павел Ростовцев      | Оле Ејнар Бјерндален |
| 2002/03. | Оле Ејнар Бјерндален | Владимир Драчов 1    | Рико Грос            |
| 2003/04. | Рафаел Поаре         | Оле Ејнар Бјерндален | Рико Грос            |
| 2004/05. | Оле Ејнар Бјерндален | Свен Фишер           | Рафаел Поаре         |
| 2005/06. | Оле Ејнар Бјерндален | Рафаел Поаре         | Свен Фишер           |
| 2006/07. | Михаел Грајс         | Оле Ејнар Бјерндален | Рафаел Поаре         |
| 2007/08. | Оле Ејнар Бјерндален | Дмитриј Јарошенко    | Емил Хелге Свендсен  |
| 2008/09. | Оле Ејнар Бјерндален | Томаш Сикора         | Емил Хелге Свендсен  |
| 2009/10. | Емил Хелге Свендсен  | Кристоф Суман        | Иван Чересов         |
| 2010/11. | Тарјеј Бе            | Емил Хелге Свендсен  | Мартен Фуркад        |
| 2011/12. | Мартен Фуркад        | Емил Хелге Свендсен  | Андреас Бирнбахер    |
| 2012/13. | Мартен Фуркад        | Емил Хелге Свендсен  | Доминик Ладертингер  |
| 2013/14. | Мартен Фуркад        | Емил Хелге Свендсен  | Јоханес Тингнес Бе   |
| 2014/15. | Мартен Фуркад        | Антон Шипулин        | Каков Фак            |
| 2015/16. | Мартен Фуркад        | Јоханес Тингнес Бе   | Антон Шипулин        |
| 2016/17. | Мартен Фуркад        | Антон Шипулин        | Јоханес Тингнес Бе   |

1 Владмир Драчов је 2002. године променио држављанство и прешао у белоруски савез.